# Jean-François de Bertet de La Clue-Sabran
Jean-François de Bertet de Sabran, comte de La Clue, dit « La Clue-Sabran », né le 30 septembre 1696 à Moustiers-Sainte-Marie et décédé le 4 octobre 1764 à Passy-lès-Seine, est un officier de marine et aristocrate français du XVIIIe siècle. Il commande la flotte française en Méditerranée pendant la guerre de Sept Ans et termine sa carrière avec le grade de lieutenant général des armées navales.

## Biographie

### Origines et jeunesse
Né à Moustiers-Sainte-Marie le 30 septembre 1696, et baptisé le lendemain, il est le troisième des six fils de Jean-François de Bertet et de Madeleine de Sabran. Son père est juge royal à Moustiers ; seigneur de La Clue, il est « inquiété dans sa noblesse » en 1697 car cette dernière est douteuse. Son grand-père, viguier à Moustiers avait déjà été condamné à payer des droits de francs-fiefs en 1655-1657 pour usurpation de noblesse.
Jean-François de Bertet est issu, par son père, d'une famille bourgeoise de Moustiers, dont l'origine remonte au milieu du XVIe siècle. Il descend par sa mère de la maison de Sabran, une des plus anciennes et illustres familles de la noblesse provençale, dont l'origine remonte au Xe siècle et qui compte deux saints catholiques, saint Elzéar et sainte Delphine.
Il est successivement page du comte de Toulouse, qui était également amiral de France, avant de devenir l'un de ses gentilshommes.

### Carrière dans la marine royale
Sans être « enfant du corps », il entre dans la marine royale en tant que garde-marine, à Toulon, le 12 mars 1715, à l'âge de 18 ans. Il est promu garde du pavillon amiral le 12 novembre 1716.
Il embarque pour la première fois sur Le Henry le 3 novembre 1717, jusqu'au 20 mars 1718. Le bâtiment est commandé par Abraham Duquesne-Monnier (1653-1726), et mène campagne en Barbarie, à Alger. Il est à bord du vaisseau Le Toulouse, du 1er février 1720 au 15 novembre 1720 sous les ordres du chef d'escadre Charles de Vallette-Laudun (v. 1660-1736). Après des congés répétés au début des années 1720, pour fuir Toulon alors en proie à des épidémies de peste, il est promu enseigne de vaisseau, le 17 mars 1727.
Le 21 juillet 1730, il embarque sur Le Triton « pour passer à Brest, par ordre du roi, du 10 juillet 1730 » pour aller croiser au large de Tunis et d'Alger. De retour à Toulon en 1732, La Clue-Sabran y reste le temps d'une campagne. Il embarque sur Le Tigre le 1er juin 1732, lequel désarme le 30 octobre 1732. Ce vaisseau compose, avec trois autres, L'Espérance, Le Léopard et L’Heureux, une petite escadre placée sous le commandement de Claude Aubery, bailli de Vatan (1664-1738), qui croise en Méditerranée.
Lieutenant de vaisseau le 15 mars 1734, il est nommé sous-gouverneur naval du duc de Penthièvre, à la mort de son père — le comte de Toulouse — en 1737. La Clue-Sabran est fait chevalier de Saint-Louis le 13 mai 1738.
Embarqué à bord du Neptune en 1741, il est promu capitaine de vaisseau le 1er janvier 1742. Il commande L'Aquilon du 29 avril 1742 au 31 mars 1743 ; puis la frégate L'Atalante, 30 canons, lors de la bataille du cap Sicié le 22 février 1744. Il appartient alors à l'escadre de Claude-Élisée de Court de La Bruyère (1666-1752), lieutenant général des armées navales depuis 1728, et futur vice-amiral du Ponant en 1750, lequel commande Le Terrible.
Le 7 avril 1751, il commande Le Triton pour une mission à destination de la Nouvelle-France. Il reçoit l'instruction de se rendre à Louisbourg, de s'y entendre avec le marquis de l'Estenduère, puis surveiller la pêche à la morue au large de Terre-Neuve.

#### Guerre de Sept Ans

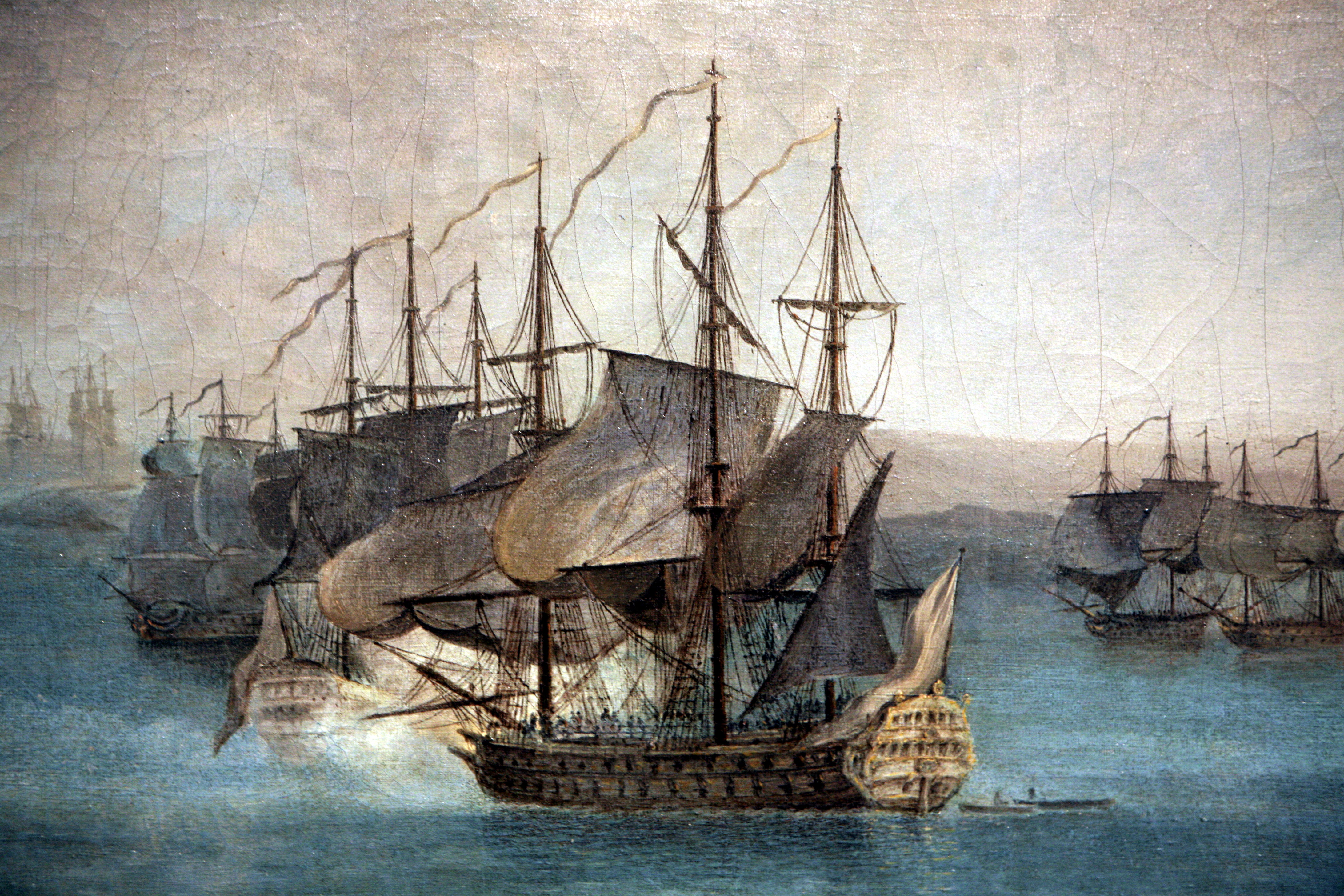
Le départ de la flotte française pour l'expédition de Port-Mahon le 10 avril 1756, par Nicolas Ozanne

Il est nommé chef d'escadre la 25 septembre 1755, une promotion qu'il doit davantage à ses protecteurs qu'à ses talents d'officier de marine. Il commande La Couronne en 1756 à Port-Mahon et une division de l'armée navale à la bataille de Minorque, au sein de la flotte — placée sous les ordres de La Galissonière — qui bat les Anglais le 20 mai 1756. Jean-François de Bertet se distingue à cette occasion et obtient du Roi « une pension de 100 pistoles sur la Croix de Saint-Louis » pour sa conduite devant Mahon.
Commandant la Marine à Toulon (1758-1759). En novembre 1757, parti de Toulon sur l'Océan à la tête d'un division de six vaisseaux devant aller porter secours à Louisbourg en Nouvelle-France, assiégée par les Britanniques, il est pris dans une tempête le 30 novembre et doit se réfugier dans le port espagnol de Carthagène. Avant qu'il ne puisse en ressortir, l'amiral Osborne, venu de la base britannique de Gibraltar se présente devant ce port avec pour mission de l'y maintenir enfermé afin d'empêcher les secours français d'atteindre Louisbourg. Malgré les renforts français envoyés depuis Toulon, la flotte reste enfermée près d'un an et doit renoncer à se rendre en Amérique du Nord. Les renforts conduits par le marquis de Menneville sont battus lors de la bataille de Carthagène et Louisbourg finit par tomber plus tard dans l'année. Comprenant qu'il ne peut pas franchir le barrage britannique au détroit de Gibraltar, La Clue est contraint de revenir à Toulon. Le 26 avril 1758, il est de retour au port, il désarme le 2 mai, ayant donc connu un premier échec. La flotte française est alors prisonnière en Méditerranée.

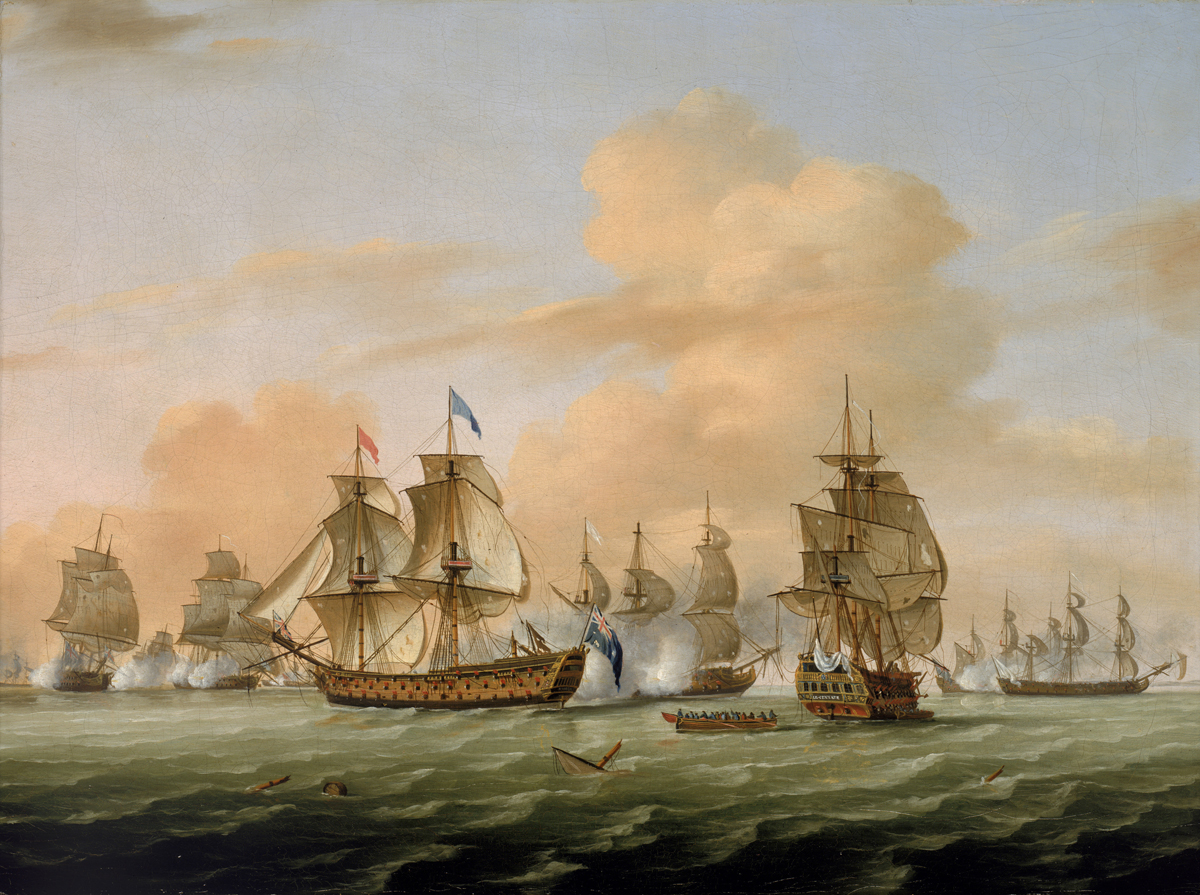
La bataille de Lagos, le 18-19 août 1759. Edward Boscawen poursuit l'escadre de La Clue qui se disloque après le passage de Gibraltar. Malgré la neutralité portugaise, les vaisseaux français sont pris ou incendiés.

En 1758, le commandeur Pierre-André de Glandevès du Castellet se démet du commandement du port de Toulon, et le ministre de la Marine, Monsieur de Massiac lui écrit le 11 août : « Sa Majesté m'a chargé de vous marquer toute la satisfaction qu'Elle a du zèle avec lequel vous avez rempli la place qu'Elle vous avait confiée ». La place de commandant de la marine, vacante, est alors donnée à La Clue-Sabran qui la conserve quinze mois. Glandevès en assurera à nouveau l'intérim lorsque La Clue-Sabran prendra la mer en mai 1759.
Il reçoit, à cette date, l'ordre de rallier depuis Toulon la flotte de Brest afin de mettre en œuvre le projet d'invasion de l'Angleterre. Toujours embarqué sur l'Océan, il réussit à franchir le détroit de Gibraltar, mais son escadre de 12 vaisseaux et 3 frégates se disloque dans la nuit. Poursuivi par les 14 vaisseaux de la flotte de l'amiral Boscawen alors qu'il n'en a plus que 7, il subit une défaite écrasante à la bataille de Lagos. Cette bataille, et celle de la baie de Quiberon mettront un terme aux projets français d'invasion.
Il n'est pas sanctionné à l'issue de cette campagne où ses qualités de chef se sont révélées très insuffisantes, mais il ne reçoit plus aucun commandement. Il se retire du service en 1764 avec lettres de provision de lieutenant général des armées navales accordées par Choiseul. Il décède le 4 octobre 1764, à Passy-lès-Seine, « au bout de quatre jours, de l'opération de la pierre ».

## Famille
Il est l'oncle de Gaspard-Nicolas de Bertet, comte de La Clue (1732-1815) et de Jean-Baptiste de Laugier, chevalier de Beaucouse (1717-1784), tous deux chefs d'escadre.
Son frère, Marc Antoine de Bertet de La Clue, est prêtre du diocèse de Riez et fera de son neveu Gaspard-Nicolas de Bertet de La Clue son légataire universel.

### Sources et bibliographie
- Michel Vergé-Franceschi, Les Officiers généraux de la Marine royale : 1715-1774, Paris, Librairie de l'Inde, 1990, 383 p. (ISBN 2-905455-04-7), p. 38 et suiv.
- Michel Vergé-Franceschi, La Marine française au XVIIIe siècle : guerres, administration, exploration, Paris, SEDES, coll. « Regards sur l'histoire », 1996, 451 p. (ISBN 2-7181-9503-7)
- Michel Vergé-Franceschi (dir.), Dictionnaire d'histoire maritime, Paris, éditions Robert Laffont, coll. « Bouquins », 2002, 1508 p. (ISBN 2-221-08751-8 et 2-221-09744-0, BNF 38825325)
- Étienne Taillemite, Dictionnaire des marins français, Paris, Tallandier, coll. « Dictionnaires », octobre 2002, 537 p. [détail de l’édition] (ISBN 978-2847340082)
- Rémi Monaque, Une histoire de la marine de guerre française, Paris, éditions Perrin, 2016, 526 p. (ISBN 978-2-262-03715-4)
- Michel Vergé-Franceschi, Le Lieutenant général des Armées navales Jean-François de Bertet de La Clue-Sabran (1696-1764), Conseil général des Alpes-Maritimes, 1985 (lire en ligne [PDF])
- Artefeuil et Louis Ventre, Histoire héroïque et universelle de la noblesse de Provence, vol. 1, Impr. de la veuve Girard ; se vend chez F. Seguin, 1776 (lire en ligne), p. 140
- Alexandre Mazas, Histoire de l'ordre royal et Militaire de Saint-Louis depuis son institution en 1693 jusqu'en 1830, vol. 2, Firmin Didot frères, fils et Cie, 1860 (lire en ligne), p. 123
- E. Davin, « Jean-François de Bertet de la Clue Sabran », Bulletin de la Société littéraire et scientifique des Basses-Alpes, no 208,‎ 1957